# Протока Воєйкова
Протока Воєйкова  (рос. Пролив Воейкова, яп. 志発水道, кириліз.: Сібоцу-суйдо) — протока в Малій гряді Курильських островів. Розділяє острови Юрій та Зелений. Ширина — близько 2 км; в зоні між обривистими крайками рифів, які відходять від островів Юрія та Зеленого, ширина 740—925 м. Глибини — 9—33 м. Названа на честь російського географа та кліматолога академіка Олександра Воєйкова.
Протока є предметом територіального спору Японії та Росії. Японія її відносить до акваторії округу  Немуро префектури Хоккайдо; Росія — до Южно-Курильського міського округу Сахалінської області.
В протоці спостерігають сильні припливні течії. Банки скелясті з найменшими глибинами 3 і 5,8 м лежать за 6,3 км на північний схід від мису Болотяного на острові Танфільєва посередині проходу між островами Танфільєва та Зелений. Банки становлять серйозну небезпеку для мореплавства, особливо при плаванні за обмеженої видимості.